# Entreprise commune SESAR

Logo de l'entreprise commune

L'Entreprise commune SESAR est un organisme européen créé en 2007 et destiné à piloter la définition et la mise en œuvre d'un nouveau plan directeur pour la gestion du trafic aérien en Europe,. Sur le plan juridique, c'est une entreprise commune selon les termes de l'article 171 du traité instituant la Communauté européenne, comme le fut l'entreprise commune Galileo dissoute fin 2006. Son statut en fait un organe communautaire possédant la personnalité juridique, et son siège est à Bruxelles. Le statut prévoit qu'elle cessera d'exister au plus tard le 31 décembre 2016 ou huit ans après l'approbation du nouveau plan directeur par le Conseil de l'Union européenne, approbation qui est intervenue le 30 mars 2009.

## Missions
La mission principale de l'entreprise commune SESAR est la définition et la mise en œuvre du projet SESAR, un programme de recherche et développement pour rénover l'organisation et l'infrastructure du contrôle aérien en Europe. L'entreprise commune est aussi chargée par la Commission européenne de gérer pour son compte la collaboration avec la Federal Aviation Administration américaine sur le programme AIRE (Atlantic Interoperability Initiative to Reduce Emissions). Ce programme, lancé en 2007, vise à réduire la consommation des vols transatlantiques en améliorant leur trajectoire : profils de descente plus réguliers, routes plus courtes.

## Membres
En sus de ses deux membres fondateurs, la Communauté européenne et l'agence Eurocontrol, le statut de l'entreprise commune SESAR prévoit que de nouveaux membres peuvent la rejoindre en signant un accord d'adhésion. Le tarif d'adhésion est fixé à 10 millions d'Euros. En octobre 2009 la liste des membres comprend 15 entités, dont quelques consortiums. En comptant les membres des consortiums et leurs filiales, cela représente 70 entreprises publiques ou privées, en provenance de 18 pays. La liste comprend des organismes de contrôle aérien, des industriels d'électronique et de défense, des constructeurs et équipementiers aéronautiques et des gestionnaires d'aéroports.
Les autres membres sont les suivants:
- Aeroporti di Roma
- AENA[5]
- Paris Aéroport
- Air France
- Air Navigation Services Czech Republic (ANS CR)
- Airbus SAS
- Airtel ATN Limited
- Alliance for New Mobility Europe (AME)[6]
- Athens International Airport
- Austro Control
- Brussels Airport Company[7]
- Boeing
- BULATSA
- Centro Italiano Ricerche Aerospaziali (C.I.R.A.)
- Croatia Control[8]
- Deutsche Lufthansa
- Deutsches Zentrum fur Luft- und Raumfahrt e.V. (DLR)
- DFS Deutsche Flugsicherung
- The French State – Ministry for an ecological transition, Direction générale de l’aviation civile (DGAC), Direction des services de la Navigation aérienne
- Drone Alliance Europe
- easyjet
- Ecole Nationale de l’Aviation Civile (ENAC)
- ENAIRE
- ENAV
- Eurocontrol
- Flughafen München
- Frequentis
- Honeywell
- HungaroControl
- Indra Sistemas
- Irish Aviation Authority
- Copenhagen Airport
- ONERA
- Leonardo S.p.A
- Prague Airport
- Luftfartsverket[9]
- Luchtverkeersleiding Nederland
- Navegação Aérea de Portugal
- Naviair
- Nederlands Lucht- en Ruimtevaartcentrum
- Pipistrel Vertical Solutions
- Polish Air Navigation Services Agency
- ROMATSA
- Ryanair
- SAAB
- SAFRAN

## Fonctionnement
L'entreprise commune SESAR fonctionne comme une agence de moyens : ses effectifs sont faibles (en 2009, une vingtaine de personnes), et l'essentiel des travaux effectués l'est par ses membres ou par le biais d'appel d'offres. Les moyens financiers proviennent pour un tiers d'Eurocontrol, pour un tiers de l'Union Européenne, et pour un tiers de l'industrie. Le budget total de l'opération est estimé à 2,1 milliards d'Euros.